# La Vie Parisienne (Frans weekblad)
La Vie Parisienne was een Frans geïllustreerd weekblad dat werd uitgegeven van 1864 tot 1970. De gelijknamige opera (1866) van Jacques Offenbach werd 
door hem opgedragen aan de oprichter van het blad Émile Planatk, pseudoniem Émile Marcelin (Parijs, 16 juli 1829 - Parijs, 23 december 1887).

## Inhoud
In de periode 1863 -1905 waren de onderwerpen vooral politiek, mode, romans, sport, theater, muziek en kunst.
Ook werden stukken bladmuziek afgedrukt waarmee de lezer zich kon vermaken.
Het gaf een beeld van het rijke en voorname culturele leven van de Parijzenaren gedurende het Tweede Keizerrijk en daarna.

In 1894 werd het humoristisch weekblad Le Rire (1894 - 1971) uitgegeven met daarin erotisch getinte afbeeldingen.
Na de overname in 1905 door Charles Saglio richtte La Vie Parisienne zich ook meer op het mannelijk en liberaal denkend publiek en verschenen er licht erotische afbeeldingen. Deze wending werd in Frankrijk gewaardeerd en niet zoals in andere landen als vulgair beschouwd.
In de Eerste Wereldoorlog bracht het blad ook oorlogsnieuws, generaal John Joseph Pershing waarschuwde echter zijn manschappen om het blad, vanwege de immorele inhoud, niet te kopen. Dit had echter slechts een positieve uitwerking op de populariteit van het blad in de Verenigde Staten.
Medewerkers waren bekende illustratoren zoals:
- Firmin Gillot, (Combres, 11 oktober 1819 - Parijs, 12 juni 1872) (uitvinder van de paniconografie);[1]
- Paul-Joseph Hadol (Remiremont, 26 februari 1835 - Parijs, 26 november 1875);
- Barthélemy Gautier (Pons, 15 november 1846 - aldaar, 27 september 1893);
- Louis Vallet (Parijs 16 februari, 1856 - Parijs, 26 februari - 1940);
- Lucien Marie François Métivet (Parijs, 19 januari 1863 -Versailles, 16 juli 1932);
- Raphael Kirchner (Wenen, 8 mei 1876 – New York, 2 augustus 1917);
- Chéri Hérouard (Chéri-Louis-Marie-Aimé Haumé) (Rocroi, 6 januari 1881- Parijs, 2 januari 1961);
- George Barbier (Nantes, 16 oktober 1882 - Parijs, 16 maart 1932);
- Gerda Wegener (Hammelev, 15 maart 1886 - Frederiksberg, 28 juli 1940);
- Alexander Davidovich (Sacha) Zaliouk (Radomysl Oekraïne, 1887 – Parijs, 1971);

Veel van deze platen in art nouveaustijl zijn nog steeds (2021) gezocht door verzamelaars en worden regelmatig aangeboden op veilingen.
Het blad had evenals het in hetzelfde jaar uitgeven avondblad Le Petit Journal (1863 - 1944) invloed op de liberalisering en de veelzijdigheid van de Franse pers.

## Geschiedenis
- 1863, eerste uitgave van La Vie Parisienne door Émile Marcelin.
- 1889, in het theater Theatre des Menus-Plaisirs (Théâtre Antoine-Simone Berriau) een toneelstuk op het toneel dat was ontleend aan korte verhalen en verhalen die in het tijdschrift werden gepubliceerd. De stijl werd al snel populair,
- 1905, het blad werd verkocht door Armand Baudouin aan Charles Saglio (hij was ook lid van de redactie van Le Petit Journal. Hij breidde de inhoud uit met licht erotische illustraties,
- 1907, Sidonie-Gabrielle Colette (Saint-Sauveur-en-Puisaye, 28 januari 1873 - Parijs, 3 augustus 1954) publiceerde haar eerste korte verhaal.
- 1920 - 1940, werden filmbesprekingen en zwart-wit foto's gepubliceerd.
- 1946, overname door Georges Ventillard (bedrijf: Publicatoins Georges Ventillard).
- 1970, de laatste editie van het blad.

## Nederland
In Nederland was het blad algemeen verkrijgbaar. Ook werd het vaak aangeboden in leeszalen en leesportefeuilles.
Vooral na de Eerste Wereldoorlog werd de houding ten opzichte van het vrijdenkende blad kritischer:
- 1921, Onze Courant berichtte op 21 februari 1921 dat het gemeentebestuur van Rotterdam de Kioskenmaatschappij heeft verzocht het (schunnige) blad niet meer zichtbaar te tonen.
- 1925, de directie van de N.S. verbood de verkoop van La Vie Parisienne, La Rire en Le Journal Amusant op stations.[2]

## Afbeeldingen

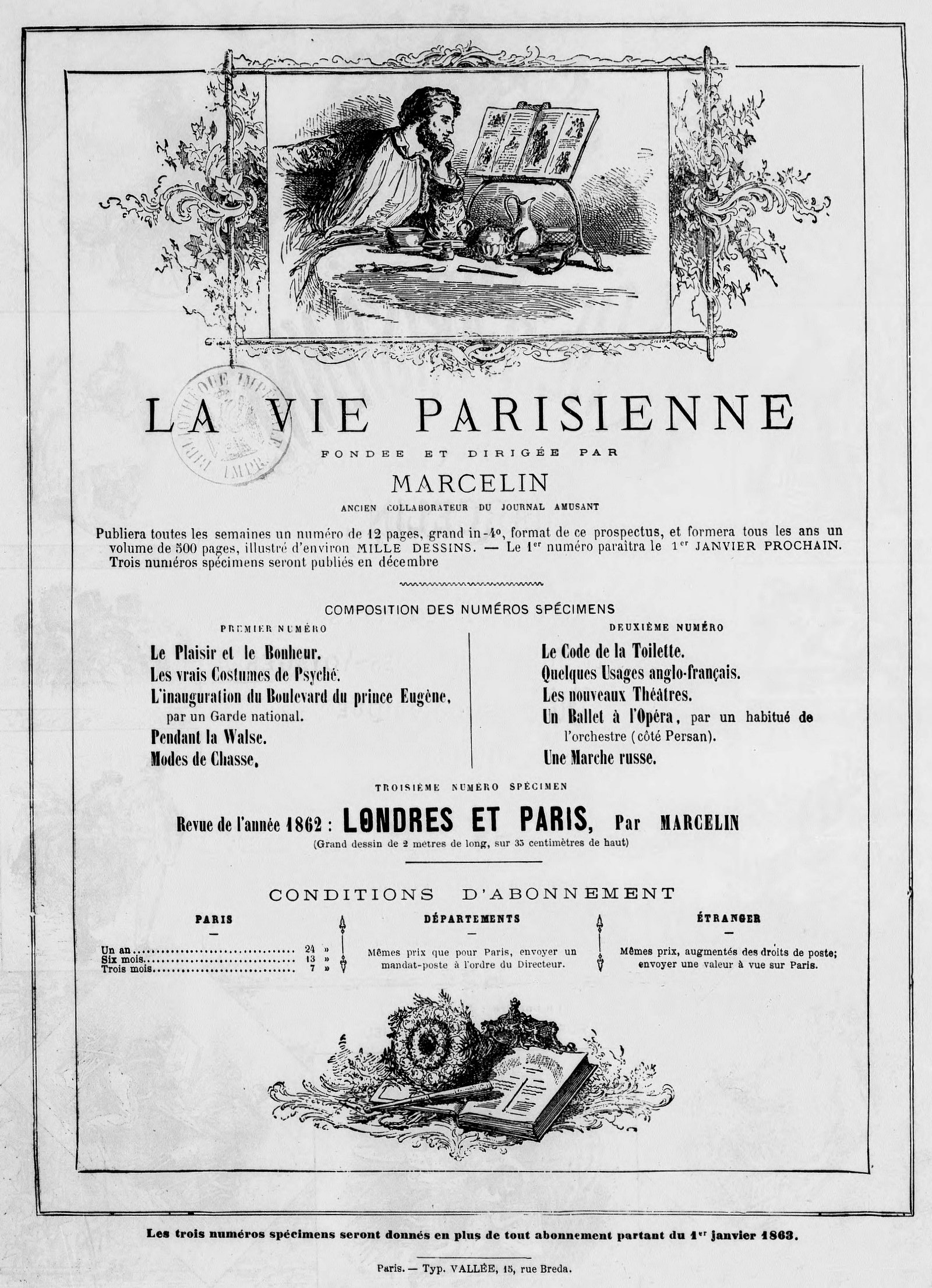
1 jan 1863 inhoudspagina
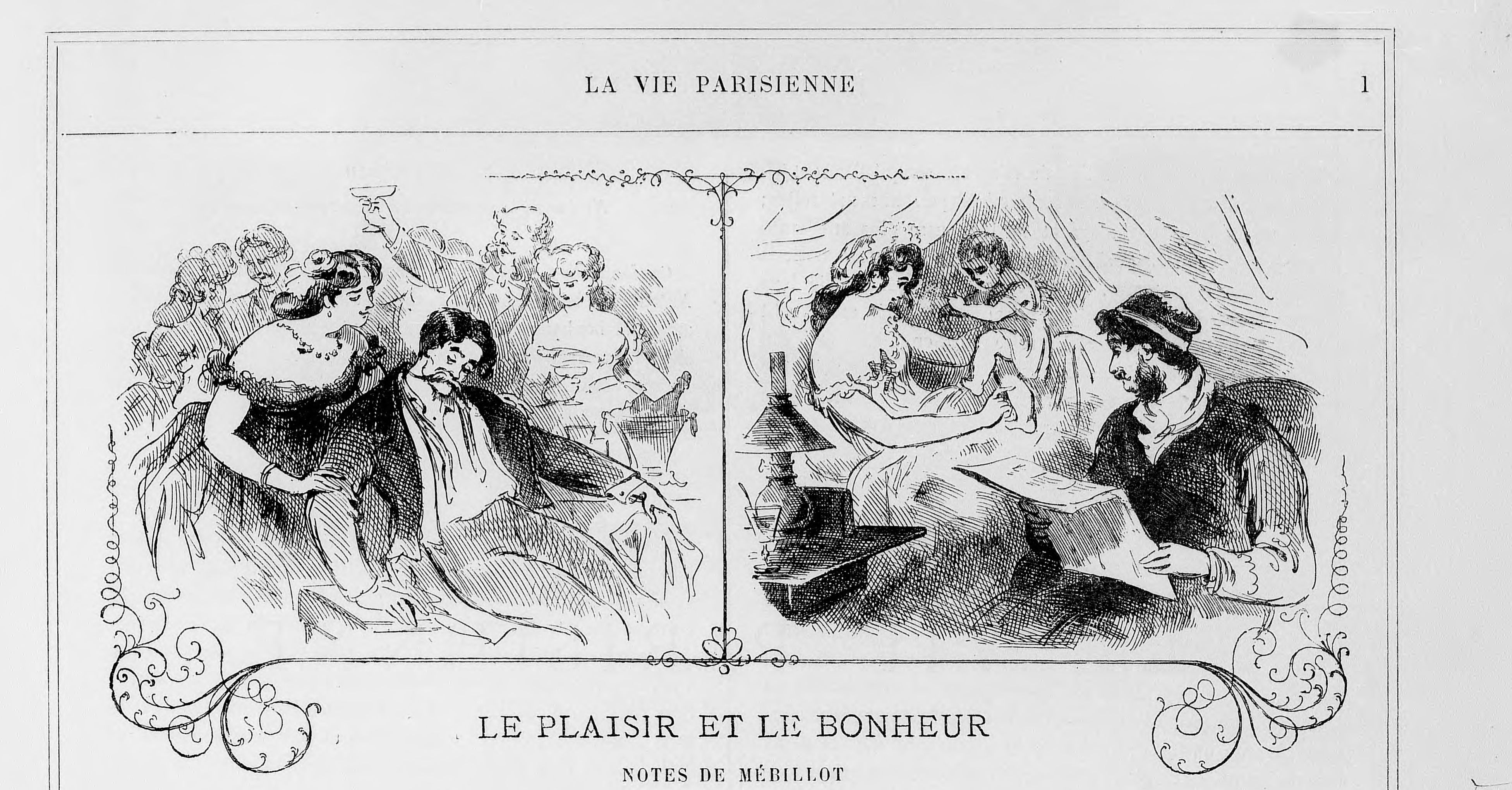
1 jan 1863 illustratie
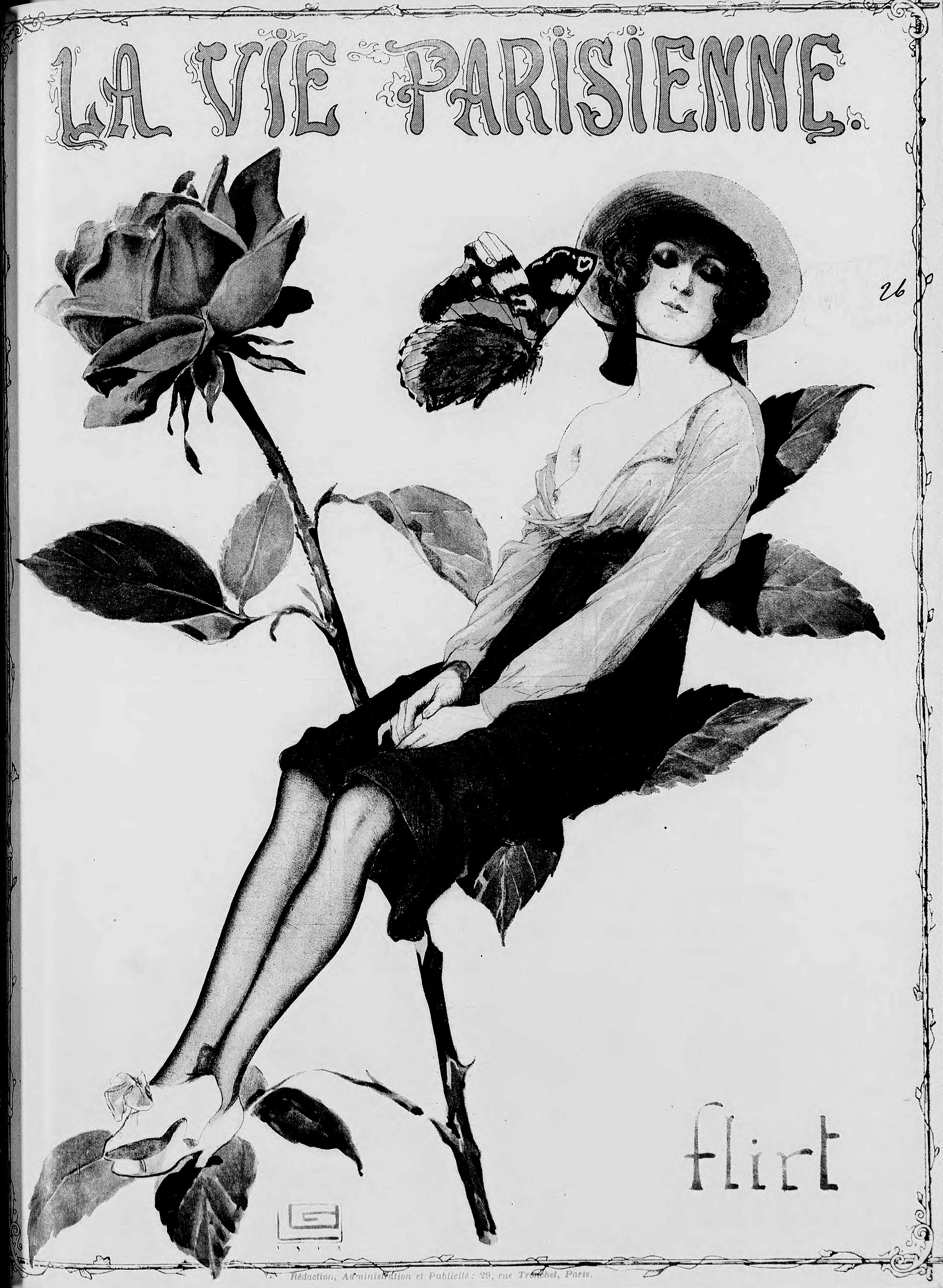
1 juni 1918 illustratie
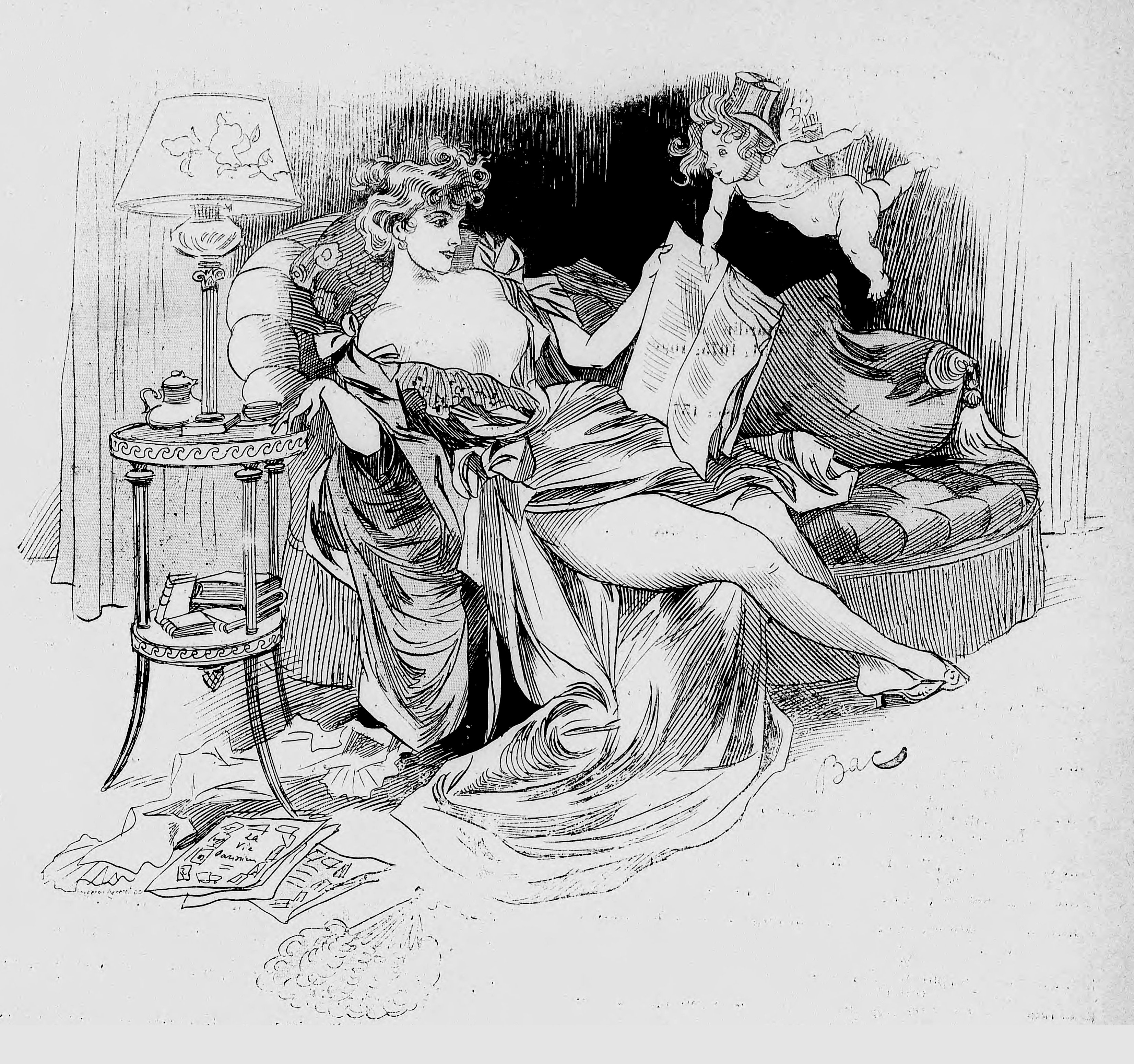
7 jan 1905 illustratie
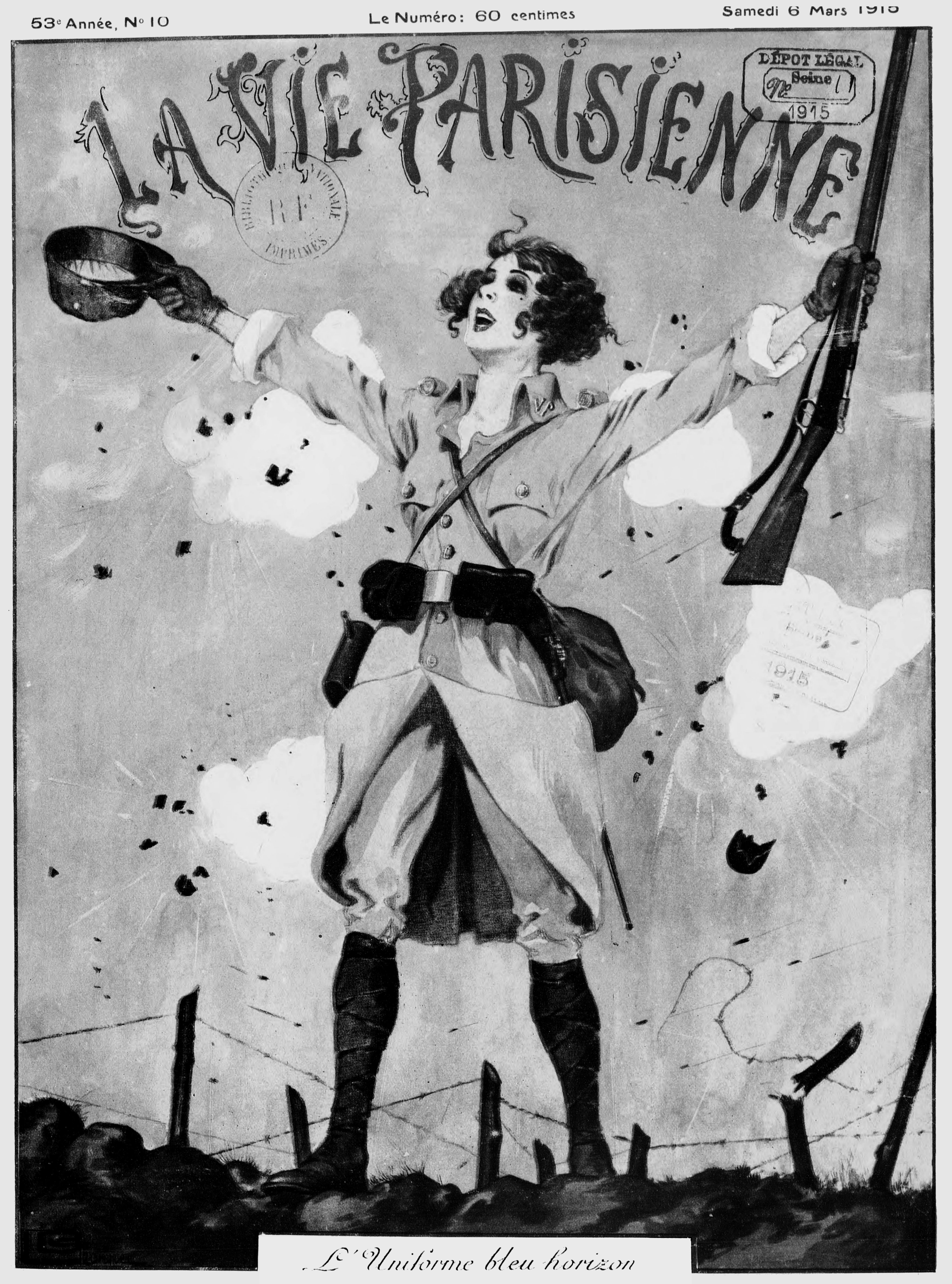
8 maart 1915 illustratie
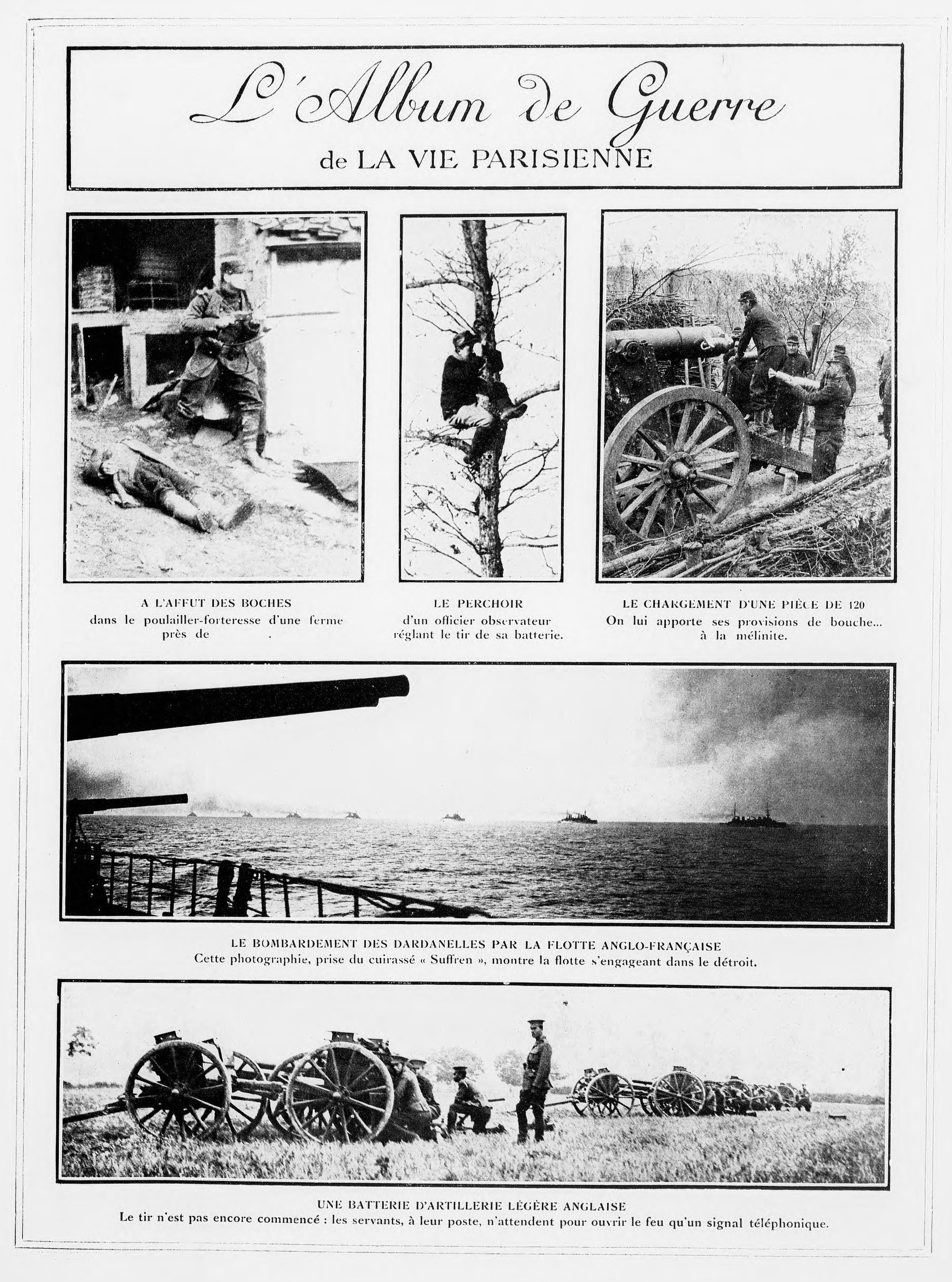
6 juni 1916 illustratie
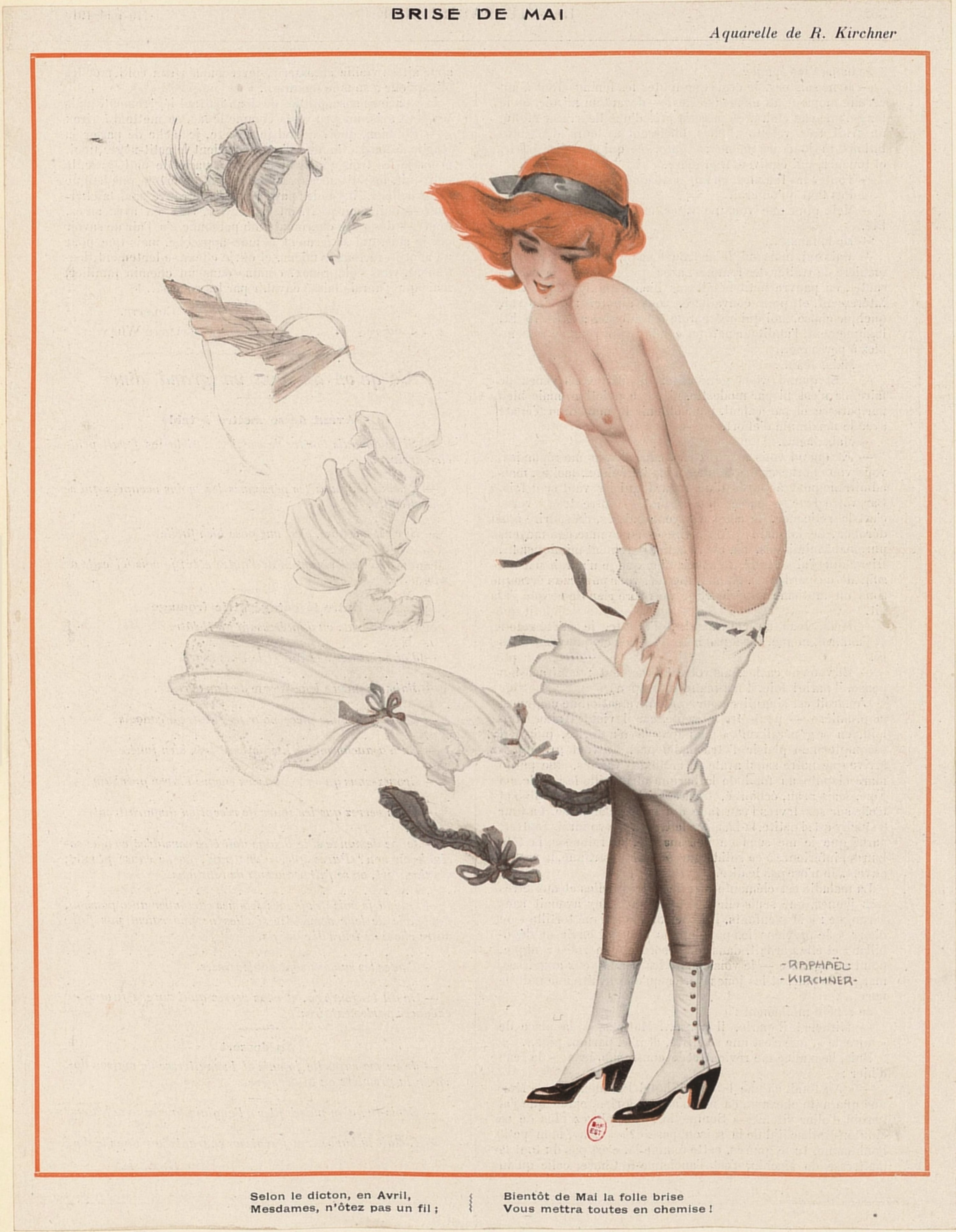
Raphael Kirchner
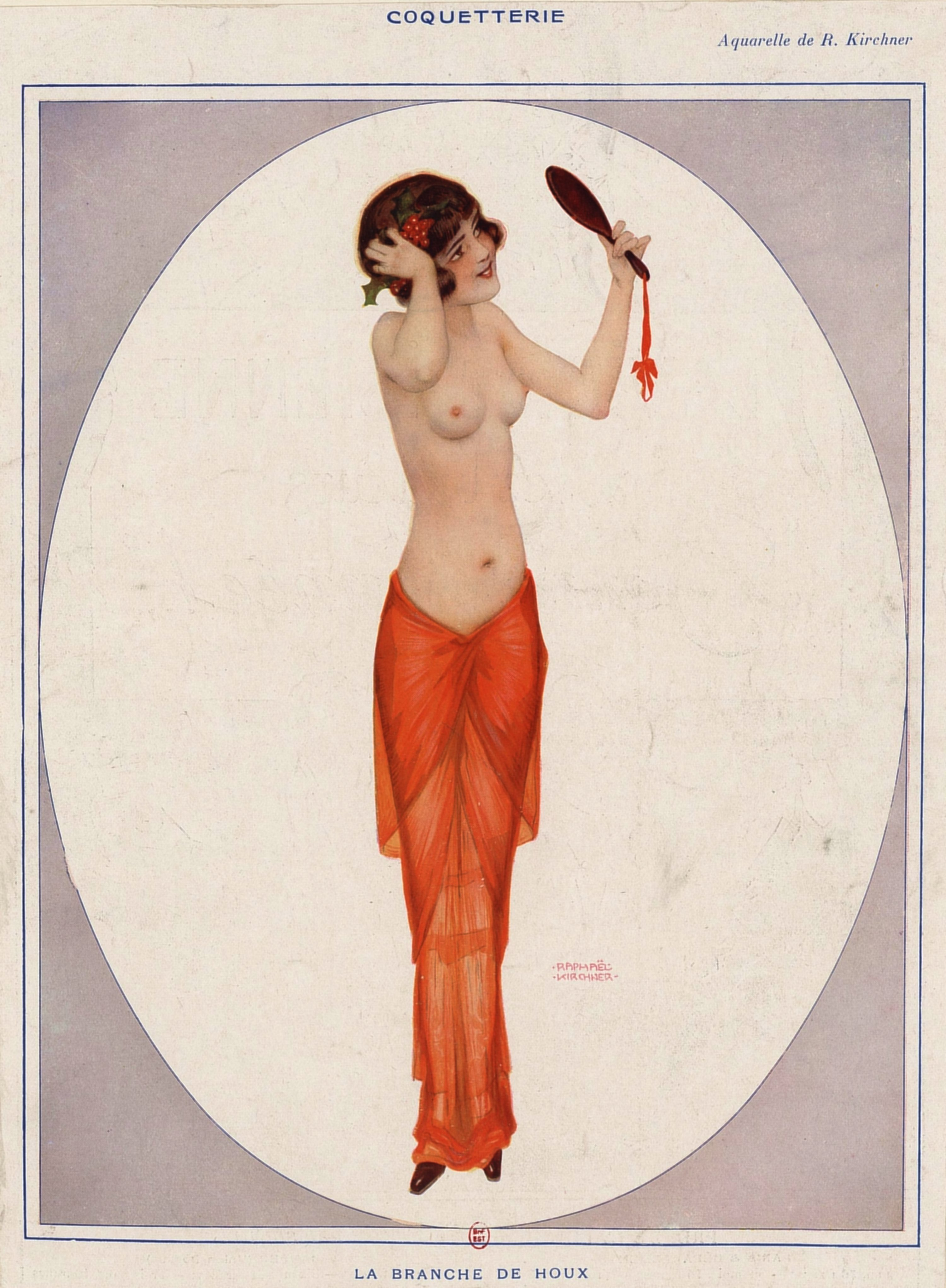
Raphael Kirchner
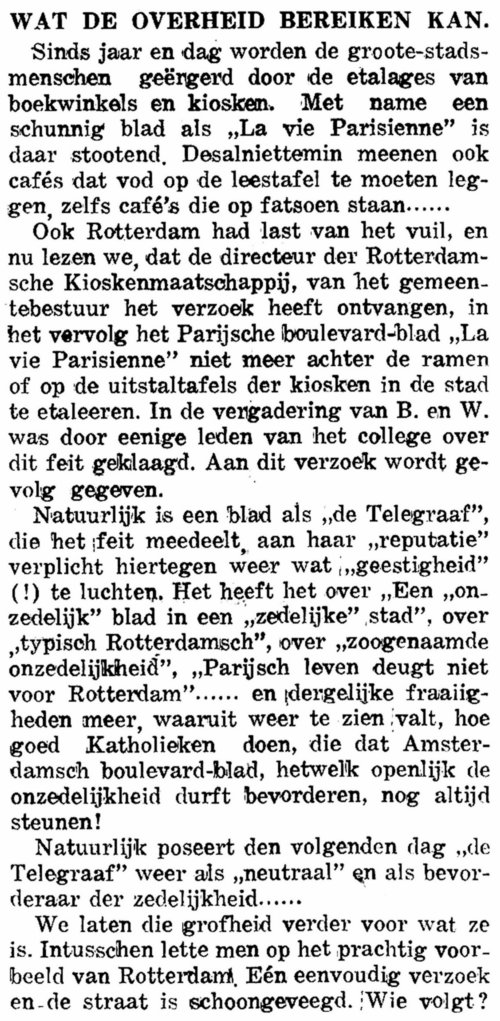
Onze courant 21 02 1921

## Wetenswaardigheden
- Het begrip La Vie Parisienne ontstond aan het begin van de 19e eeuw na de publicatie van een serie romans in 1834 door Honoré de Balzac met deze titel.
- 1869 krantenbericht: Het weekblad La vie Parisienne is in beslaggenomen, wegens een artikel getiteld: "la charmante princesse" waarin men het leven en de lotgevallen van de vorstin Metternich heeft herkend.[3]